# 林迪·德拉潘哈
勞埃德·林德伯格·「林迪」·德拉潘哈（英語：Lloyd Lindbergh "Lindy" Delapenha，1927年5月5日—2017年1月26日）是一名牙買加職業足球員和體育記者。他是第一位在英格蘭踢職業足球的牙買加人。1948年至1960年間，他曾效力於樸茨茅斯、米德尔斯堡和曼斯菲尔德城。儘管在1948/1949和1949/1950兩個賽季中，他在樸茨茅斯的出場次數有限，但他在俱樂部的兩支奪冠球隊中都發揮了重要作用，並因此成為第一位贏得甲組聯賽冠軍獎牌的黑人球員。

## 職業生涯
德拉潘哈11歲時開始參加足球比賽，當時他在沃爾默學校效力。在曼寧杯比賽中，他在對陣牙買加聖喬治學院的比賽中為沃爾默學校踢進第一個進球。隨後，德拉潘哈進入牙買加芒羅學院就讀，在那裡他是一名多項目運動員。作為一名學生，德拉潘哈在英國參加了為期一天半的16場比賽。二戰結束後，他隨英國軍隊在中東服役。服役期間，一名英國球探看到他為英軍踢球。
德拉潘哈贏得阿森纳的試訓機會，但他沒有簽約阿森纳，而是在1948年4月加盟樸茨茅斯，並成為第一位在英格蘭踢職業足球的牙買加人。雖然有人稱他是第一位參加英格蘭甲組聯賽的非白人球員，但實際上在他之前就有其他幾位非白人球員，包括亞瑟·沃頓，他早在1894-95年就代表谢菲尔德联參加過一場甲組聯賽。
1950年4月，在樸茨茅斯成功效力幾年後，德拉潘哈轉會到米德尔斯堡，並在那裡開始他的職業生涯。他司職邊鋒或內鋒，在1951-52、1953-54和1955-56三個賽季成為博羅隊的頭號射手。他總共出場270次，踢進93個聯賽和足總盃進球。
1958年6月，德拉潘哈轉會到曼斯菲尔德城，兩年內出賽115次，踢進27球，1960年退出聯賽。德拉潘哈曾在非聯賽球隊赫里福德联和伯顿阿尔比恩效力。1964年，他隨伯頓隊贏得南方聯盟杯。

## 晚年
1964年回到牙買加後，德拉潘哈曾短暫打過板球，並代表男孩鎮參加足球比賽，將他們從三級聯賽提升到一級聯賽。1960年代中期，他還在母校沃爾默學校擔任田徑和足球教練。不久後，他成為牙買加廣播公司的體育總監。在牙買加廣播公司，他擔任過各種職務，包括協調板球和大英國協運動會的報道，並幫助牙買加引進國際足球。他在那裡工作了30年，後來牙買加廣播公司被出售，不再需要他的服務。
2017年1月26日，他因中風去世，享年89歲。